# Saint-Nizier-sous-Charlieu
Saint-Nizier-sous-Charlieu è un comune francese di 1 718 abitanti situato nel dipartimento della Loira della regione dell'Alvernia-Rodano-Alpi.

## Società

### Evoluzione demografica
Abitanti censiti